# Brug 962
Brug 962 is een bouwkundig kunstwerk in Amsterdam-Noord.
De Purmerweg kende tussen 1925 en 1968 haar eind op de ringsloot rond de Buikslotermeer. Tot die sloot werd Tuindorp Nieuwendam volgebouwd, maar voor verdere groei moest Amsterdam de ringsloot oversteken. Eerste tekenen daarvoor kwam van de bouw van de eerste twee versies van brug 432. Toen in de late jaren zestig de ontwikkeling op gang kwam van wat het Plan van Gool zou gaan heten moest ook de Purmerweg doorgetrokken worden, de naam Nieuwe Purmerweg was geboren. Tevens was er een verschil van stedenbouwkundig inzicht tussen de oude en nieuwe wijken. In de “oude” reed al het verkeer door elkaar heen; in de nieuwe opteerde de gemeente meer richting gescheiden verkeersstromen. Dit had tot gevolg dat de Buikslotermeerdijk ter plaatse haar functie als verkeersweg verloor en dat de kruising met de Nieuwe Purmerweg (met aan beide kanten separate fietspaden) ongelijkvloers werd aangelegd. Die kruising kreeg Brug 962. Dit viaduct sluit in het noorden direct aan op Brug 432. Architect Dirk Sterenberg van de Dienst der Publieke Werken ontwierp daartoe een nieuwe versie van brug 432 en een geheel nieuwe overspanning over het voet- en fietspad Buiksloterdijk. Brug 962 kwam daarbij ook scheef over het voet- en fietspad te liggen. Sterenberg ontwierp voor de voetgangers en fietsers (fiets aan de hand) tevens een trap voor de direct verbinding tussen onder en boven. In 1969/1970 begonnen de heiwerkzaamheden. Sterenberg had het druk in die periode, want er moest flink gebouwd worden. Tegelijk met de bruggen 423 en 962 werd er ook gewerkt aan Brug 950, brug 951, brug 958, brug 963, brug 964, brug 965 en brug 966, Sterenberg zou meer dan 170 bruggen voor Amsterdam ontwerpen.
Nadien wijzigde er eigenlijk niets meer in de omgeving.

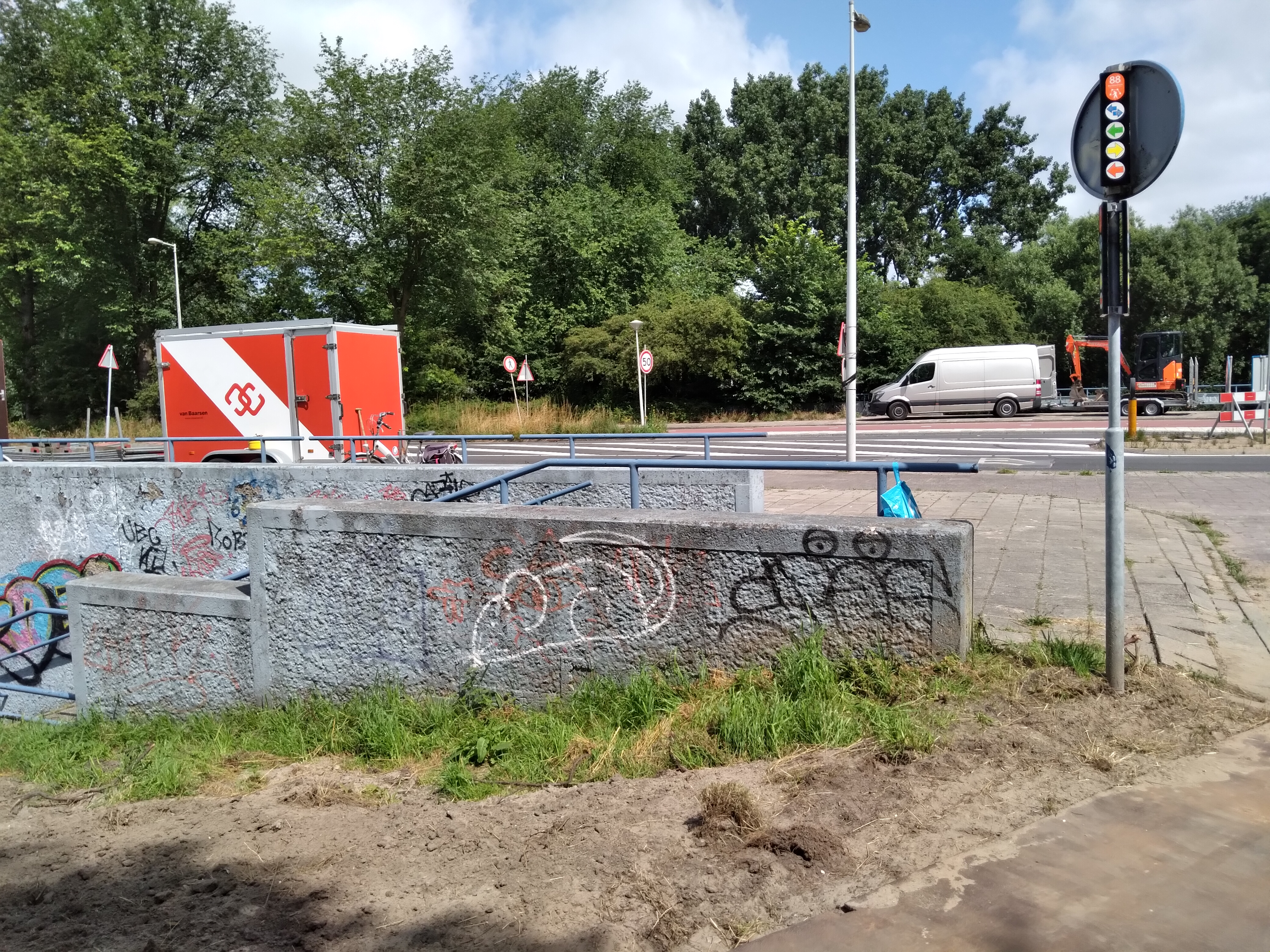
Overzicht over de brug 962 (juli 2021)

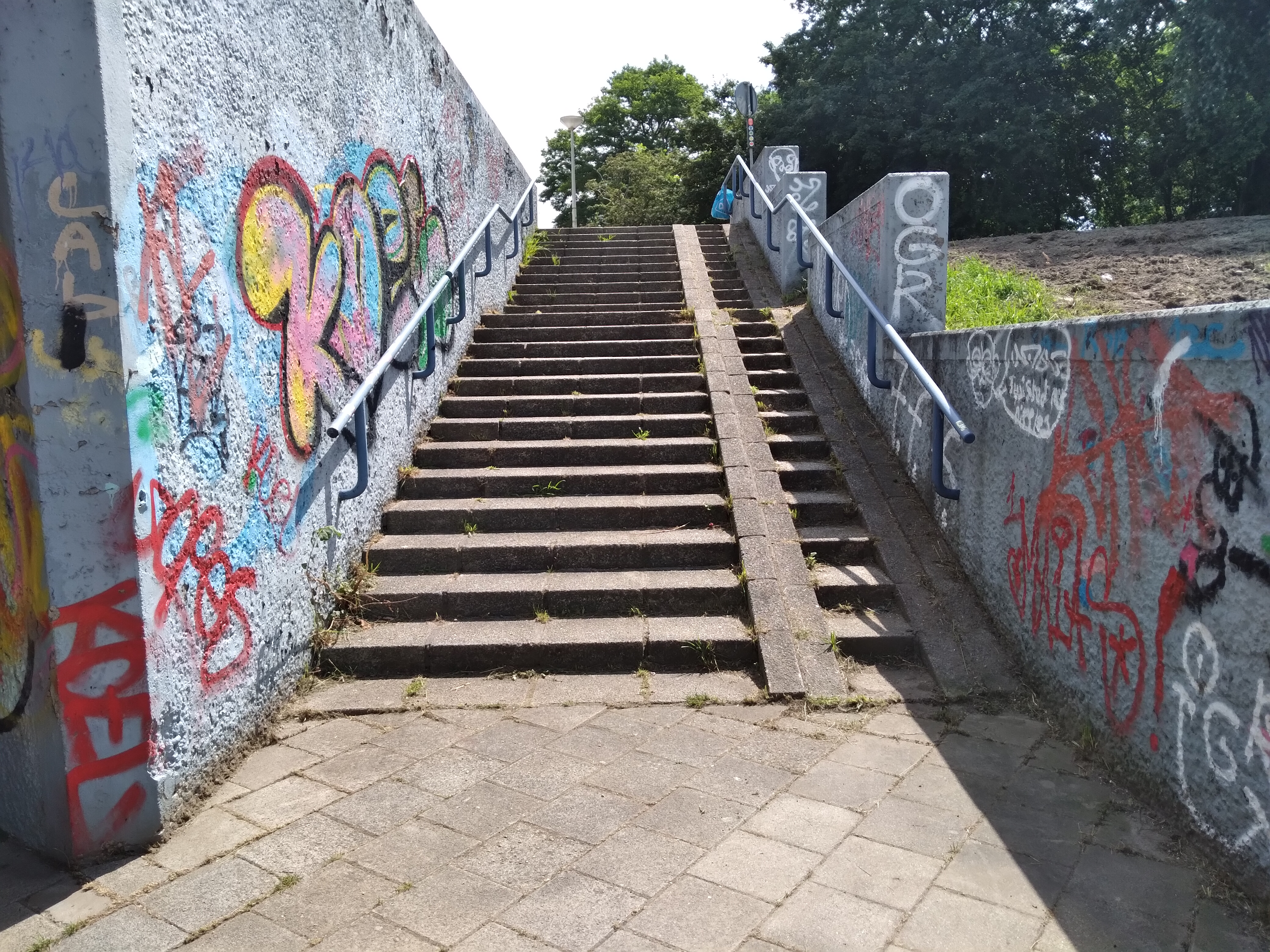
Trap van brug 962 (juli 2021)

<<< · 900 · 901 · 904 · 905 · 906 · 907 · 908 · 909 · 912 · 913 · 914 · 915 · 916 · 917 · 918 · 919 · 920 · 923 · 924 · 930 · 932 · 933 · 934 · 935 · 936 · 937 · 939 · 943 · 944 · 945 · 946 · 947 · 948 · 949 · 950 · 951 · 952 · 953 · 954 · 956 · 957 · 958 · 959 · 960 · 961 · 962 · 963 · 964 · 965 · 966 · 967 · 968 · 970 · 971 · 972 · 973 · 974 · 975 · 978 · 979 ·  980 · 981 · 984 · 985 · 986 · 987 · 988 · 989 · 990 · 991 · 992 · 993 · 994 · 995 · 996 · 997 · 998 · 999 · >>>
Brugnummers  902, 903, 910, 911, 920, 921, 922, 925, 926, 927, 928, 929, 931, 937, 938, 940, 941, 942, 955, 969, 976, 977, 982, 983 zijn niet (meer) vergeven.